# Bond Girls Are Forever
Bond Girls Are Forever (pt: Bond Girls são para sempre) é um filme-documentário feito para televisão sobre o mundo de James Bond, apresentado pela atriz Maryam d'Abo, que interpretou o papel da bond girl Kara Milovy, no filme The Living Daylights, de 1987. Ele vem acompanhado do livro, fartamento ilustrado em 192 páginas e com ótimo acabamento, também escrito por d'Abo em parceria com John Cork e que tem o subtítulo The Women of James Bond (As Mulheres de James Bond). Tanto o filme quanto o livro são um tributo ao clube de elite das mulheres que já interpretaram uma bond girl no cinema.
O documentário foi lançado em novembro de 2002 na televisão britânica, junto da estréia mundial de The Living Daylights e mostra entrevistas com várias atrizes que interpretaram bond girls nas telas, desde o primeiro, 007 contra o Satânico Dr. No, de 1962, até o último estreando na época. Em 2003 ele foi lançado em DVD e oferecido como presente junto com a compra do DVD de Die Another Day e algumas lojas.
Em 2006, uma nova versão atualizada do filme foi lançada em DVD, incluindo Eva Green e Catarina Murino, as bond girls de 007 Cassino Royale e no ano seguinte também oferecido como bônus na compra do DVD de Cassino Royale.
As bond girls entrevistadas são, pela ordem:
- Halle Berry
- Ursula Andress
- Honor Blackman
- Luciana Paluzzi
- Jill St. John
- Jane Seymour
- Maud Adams
- Lois Chiles
- Carey Lowell
- Michelle Yeoh
- Judi Dench (que faz o papel de M)
- Samantha Bond (que na época fazia o papel de Miss Moneypenny)
- Rosamund Pike
- Eva Green (na versão de 2006)
- Catarina Murino (na versão de 2006)

Além de Barbara Bach em material de arquivo.